# Burg Marmarola
Die Burg Marmarola ist die Ruine einer Höhenburg in der Gemeinde Breil/Brigels in der Surselva im Kanton Graubünden in der Schweiz. Der Name leitet sich ab von Marmor – die Bezeichnung wurde allerdings auch für andere Gesteine verwendet.

## Lage
Die Mauerreste liegen auf 1300 m ü. M. im östlichen Dorfteil von Brigels an der alten Strasse nach Waltensburg. Sie sind umgeben von Gebäuden neueren Datums.

## Anlage
Es haben sich nur die Reste eines Turmfundaments erhalten. Der Turm hatte einen rechteckigen Grundriss von ca. 7.5 auf 8 Meter. Er bestand aus einem unregelmässigen geschichteten Mauerwerk aus Bruchsteinen und Findlingen. Der Innenraum ist verschüttet.

## Geschichte
Die schriftlichen Unterlagen sind spärlich. Bei dem Gebäude scheint es sich um einen Wohnturm gehandelt zu haben. Spuren von weiteren Gebäuden sind nicht (mehr) festzustellen.
Vermutlich handelte es sich um einen Meierturm des Klosters von Disentis. 1470 wird der Turm in einem Urbar als Grenze einer Haus- und Hofstätte angegeben; genannt wird ein Töni uss dem Turm. Die Meier dürften der Familie der Latour angehört haben. Eine weitere Nennung stammt aus dem Jahr 1505, als der Landammann zu Disentis in Breil by dem thurn zu Gericht sass. Ob ein 1330 genannter quidam de Brigls mit dem Turm in Zusammenhang gebracht werden darf, bleibt offen.

## Galerie

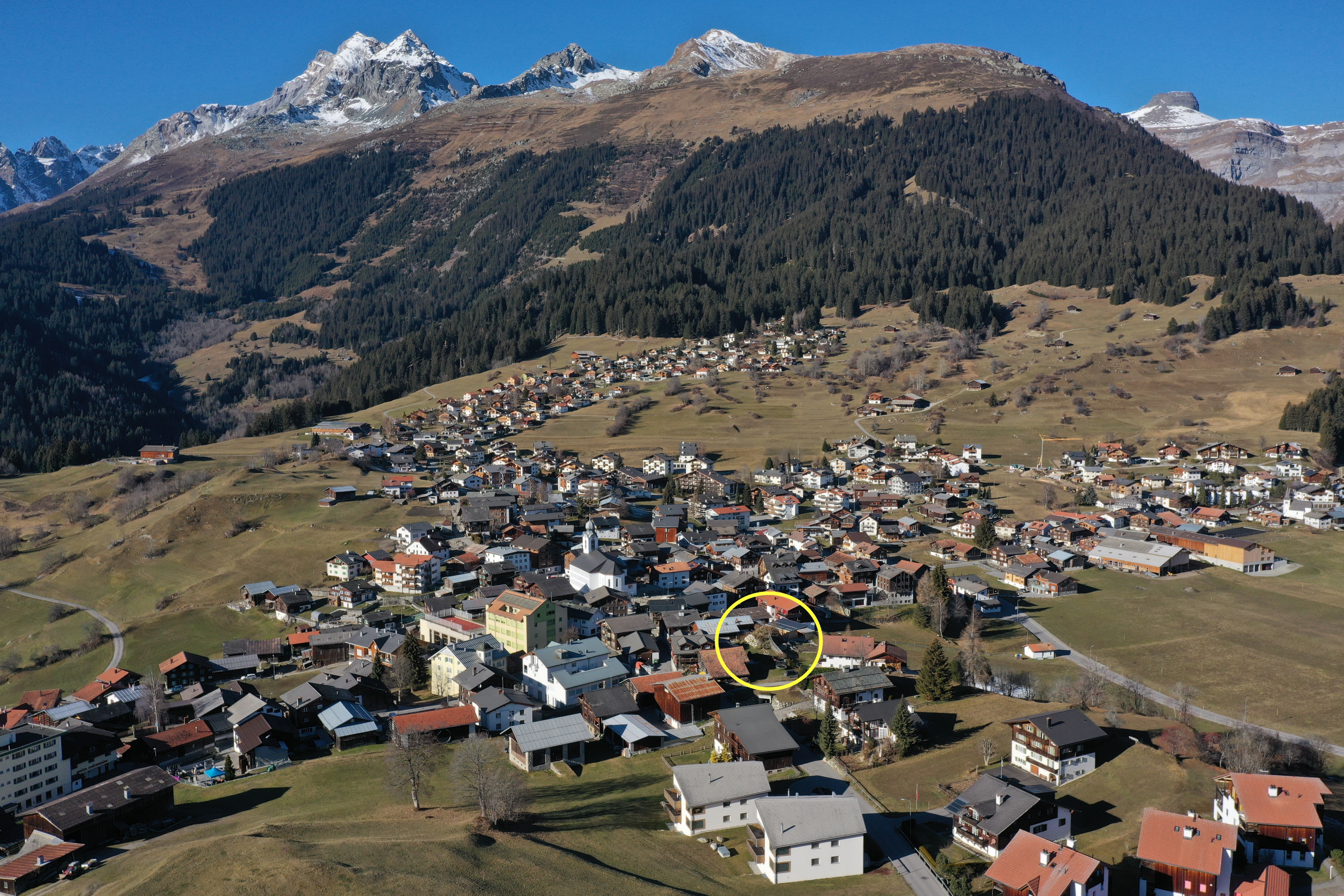
Lage im Dorf
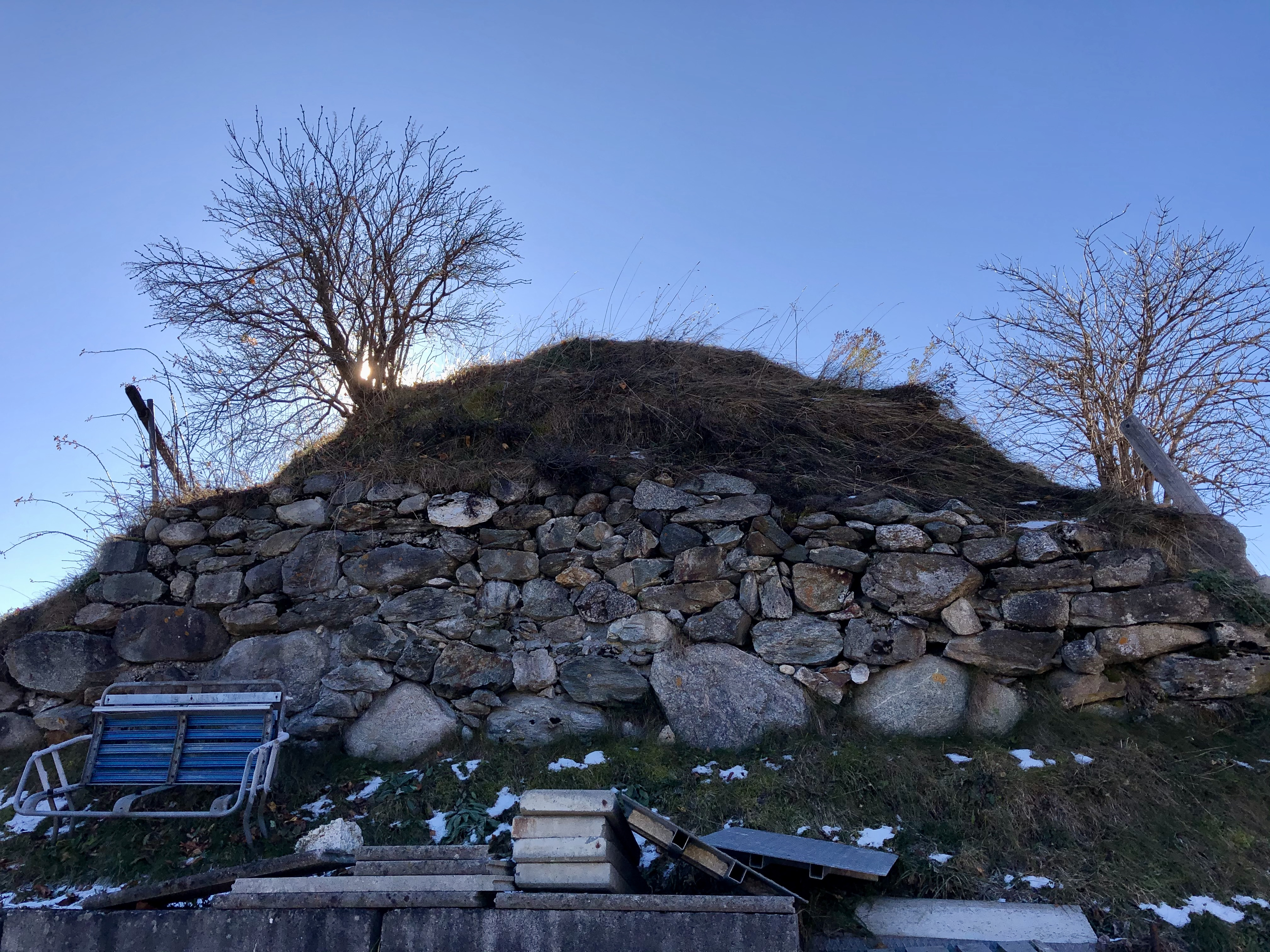
Nordseite
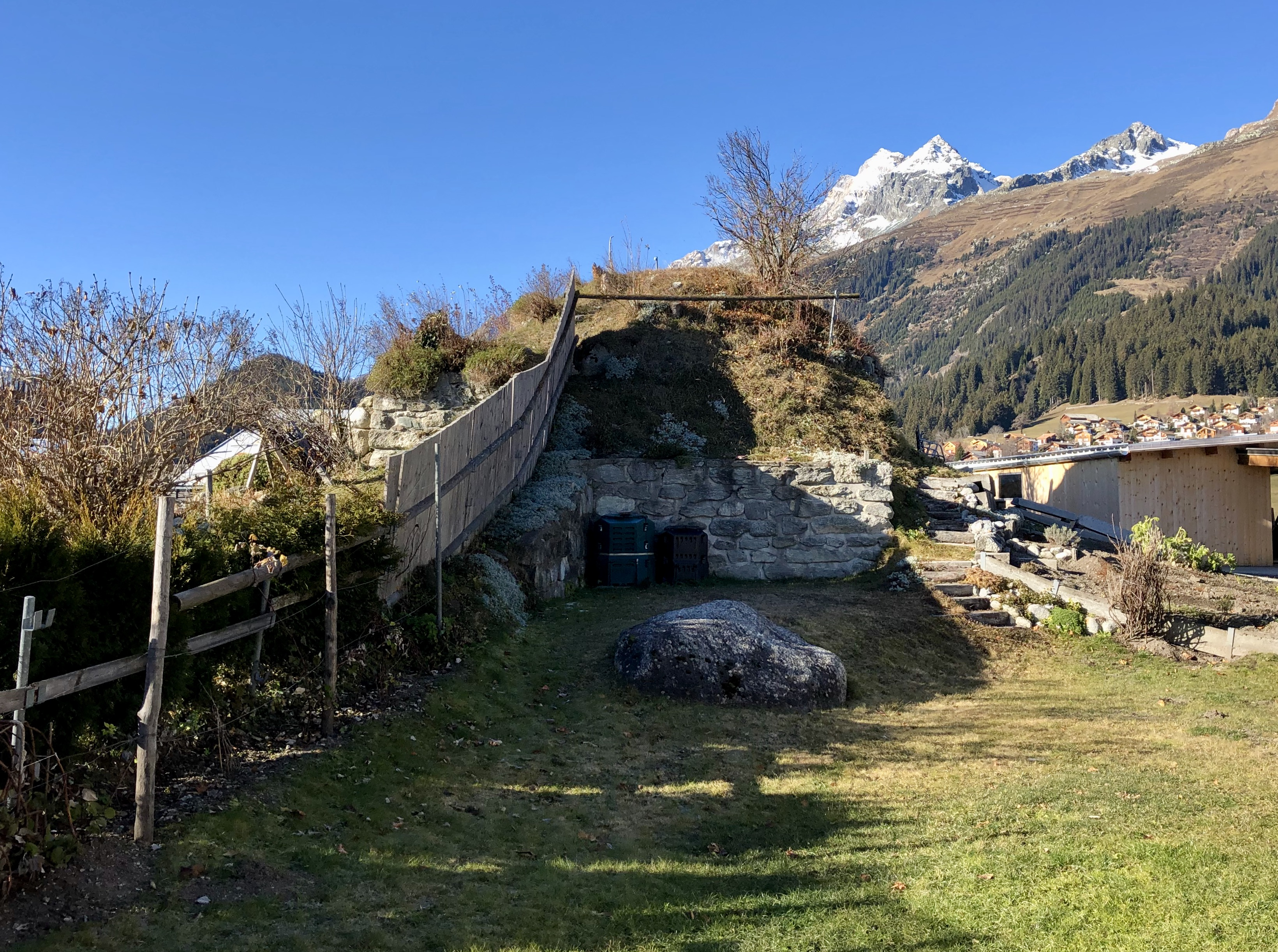
Westseite